# Tanja Schorer-Dremel
Tanja Schorer-Dremel (* 7. März 1964 in Meschede als Tanja Dremel) ist eine deutsche Lehrerin und Politikerin (CSU). Sie ist seit Oktober 2013 Mitglied des Bayerischen Landtags. Seit Februar 2022 ist sie stellvertretende Generalsekretärin der CSU.

## Werdegang

### Bildung und Beruf
Von 1984 bis 1988 studierte Schorer-Dremel Lehramt an der Katholischen Universität Eichstätt-Ingolstadt. Von 1990 bis 2008 war sie als Lehrerin, davon ab 2004 als Konrektorin an der Grundschule Am Graben in Eichstätt tätig. 2008 wechselte sie als Rektorin an die Grundschule in Walting.

### Politische Ämter
Tanja Schorer-Dremel trat 1999 in die CSU ein. 2002 wurde Schorer-Dremel in den Kreistag des Landkreises Eichstätt gewählt, welchem sie heute noch angehört. Zeitweise war sie stellvertretende Landrätin. 2008 wurde sie Mitglied des Stadtrates von Eichstätt, ein Jahr später Vorsitzende des CSU-Kreisverbands Eichstätt. Bei der Landtagswahl 2013 gewann sie das Direktmandat im Stimmkreis Eichstätt, das sie bei den Landtagswahlen 2018 und 2023 verteidigte.
Aktuell ist Schorer-Dremel Mitglied des Ausschusses für Ernährung, Landwirtschaft und Forsten im Bayerischen Landtag. Zudem ist sie Vorsitzende der Kinderkommission des Bayerischen Landtags, Mitglied im Richterinnen- und Richter-Wahl-Kommission sowie Vorsitzende des Anstaltsbeirates JVA Kaisheim.
Am 23. Februar 2022 wurde Schorer-Dremel zur stellvertretenden Generalsekretärin der CSU ernannt.

### Privates
Schorer-Dremel ist verheiratet und hat drei Kinder. Sie ist römisch-katholischer Konfession. 2025 wurde ihr der Bayerische Verdienstorden verliehen.